# Loi 20 du beach soccer
La loi 20 du beach soccer fait partie des lois régissant le beach soccer, maintenues par l'International Football Association Board (IFAB). La loi 20 se rapporte aux instructions supplémentaire et directives pour les arbitres.
Les instructions supplémentaires suivantes pour arbitres, deuxièmes arbitres, troisièmes arbitres et chronométreurs doivent permettre d'éclaircir certains points pour une meilleure application des Lois du beach soccer.
Le beach soccer est un sport de compétition, dont le contact physique entre joueurs représente un aspect normal et acceptable. Ce faisant, les joueurs doivent toutefois respecter les Lois du beach soccer et les principes du fair-play. Se rendre coupable d’une faute grossière ou d’un acte de brutalité sont deux fautes passibles d’expulsion dans la Loi 11 compte tenu du niveau inacceptable d’agression physique.

## Règlement actuel

### Geste dangereux ou illicite

#### Faute grossière et acte de brutalité
Un joueur se rend coupable d’une faute grossière s’il agit avec force excessive ou brutalité envers un adversaire au moment où ils disputent le ballon quand il est en jeu.
Tout joueur qui assène un coup à un adversaire au moment où ils disputent le ballon, de devant, de côté ou de derrière, avec l’une ou les deux jambes, avec une force excessive, menaçant la santé physique d’un adversaire, se rend coupable d’une faute grossière.
Un acte de brutalité peut se produire sur le terrain de jeu ou à l’extérieur de ses limites, que le ballon soit en jeu ou non. Un joueur est coupable d’un acte de brutalité s’il agit avec force excessive ou brutalité envers un adversaire alors qu’ils ne disputent pas le ballon. Il se rend également coupable d’un acte de brutalité s’il agit avec force excessive ou brutalité envers un coéquipier ou toute autre personne.

#### Fautes à l’encontre du gardien de but
Empêcher le gardien de but de lâcher le ballon, de le lancer ou de le dégager des mains est une faute. Un joueur doit être pénalisé pour jeu dangereux s’il botte ou tente de botter le ballon lorsque le gardien de but est en train de lâcher le ballon, de le lancer ou de le dégager des mains, entraver de façon antisportive les mouvements du gardien de but lors de l’exécution d’un coup de pied de coin est une faute.

#### Faire écran au ballon

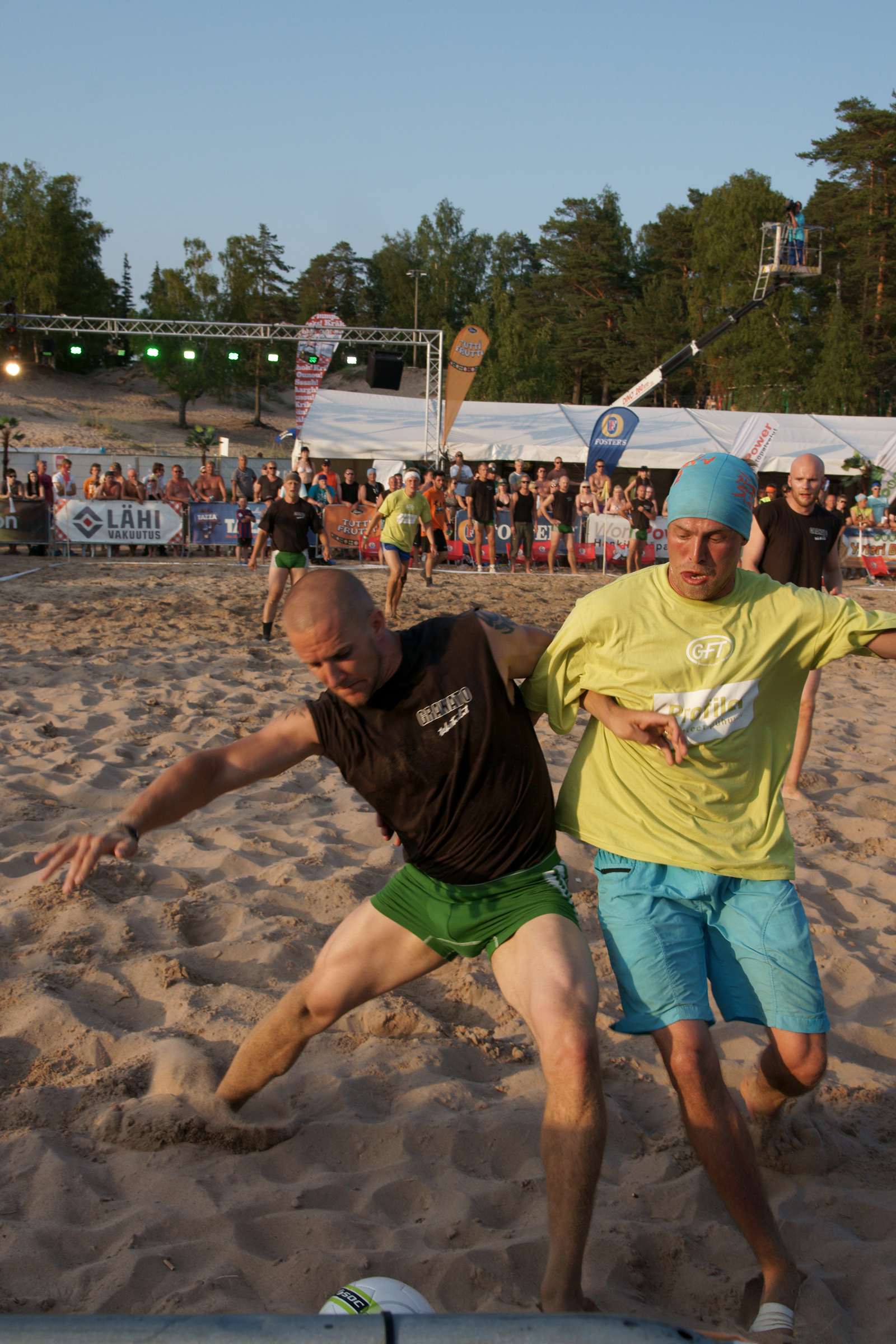
Geste illicite.

Il n’y a pas faute si un joueur fait écran à un ballon à distance de jeu sans utiliser ses bras.
Par contre, s’il empêche un adversaire de disputer le ballon en utilisant, de manière illégale, la main, le bras, la jambe ou toute autre partie du corps, son action doit être sanctionnée par un coup franc direct, ou un coup de pied de réparation si la faute a été commise à l’intérieur de la surface de réparation.

#### Ciseau ou bicyclette

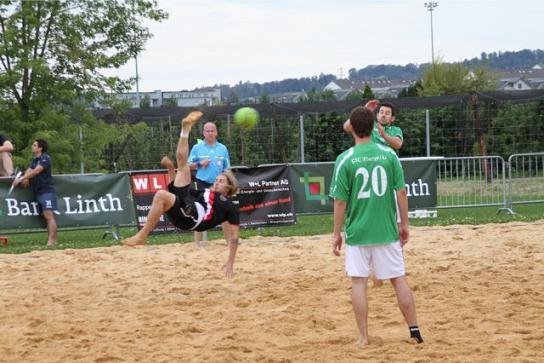
Retourné acrobatique non dangereux.

Effectuer un ciseau ou une bicyclette est autorisé, sous réserve de ne pas frapper l’adversaire en l’effectuant. Si un joueur empêche un adversaire d’effectuer un ciseau ou une bicyclette, il sera sanctionné d’un coup franc à exécuter à l’endroit où a été commise l’infraction. Si l’adversaire reçoit un coup de pied en empêchant le ciseau ou la bicyclette, c’est lui qui est considéré comme fautif.

#### Toucher délibérément le ballon des mains
Toucher délibérément le ballon des mains est seulement pénalisé par un coup franc direct ou un coup de pied de réparation si la faute s’est produite à l’intérieur de la surface de réparation. Cela ne constitue normalement pas une faute passible d’avertissement ou d’expulsion.

##### Annihiler une occasion de but manifeste
Un joueur est expulsé du terrain de jeu s’il empêche l’équipe adverse de marquer ou annihile une occasion de but manifeste en touchant délibérément le ballon des mains. La sanction énoncée dans la Loi correspondante n’est pas dictée par le fait que le joueur a délibérément touché le ballon des mains mais par son intervention inacceptable et déloyale, ayant empêché l’équipe adverse de marquer un but.

##### Avertissement après avoir touché délibérément le ballon des mains
Il existe des circonstances pour lesquelles, en plus d’accorder un coup franc à l’équipe adverse, un avertissement doit également être infligé à un joueur pour comportement antisportif :
- toucher délibérément et ostensiblement le ballon des mains pour empêcher un adversaire d’en prendre possession ;
- tenter de marquer un but en touchant délibérément le ballon des mains ;
- faire semblant de jouer le ballon avec une autre partie du corps pour tromper les arbitres mais se servir des mains ;
- tenter d’empêcher avec la main qu’un but soit marqué, à l’exception du gardien de but dans sa propre surface de réparation, sans pour autant parvenir à ses fins.

#### Tenir un adversaire
Il est couramment reproché aux arbitres de ne pas identifier ni sanctionner correctement le fait de tenir un adversaire. Ne pas sanctionner adéquatement le fait de tirer le maillot ou de tenir par le bras peut donner lieu à des situations conflictuelles et c’est pourquoi, il est instamment recommandé aux arbitres d’intervenir rapidement et avec fermeté conformément à la Loi 11.
Normalement, cette faute est simplement sanctionnée par un coup franc direct ou un coup de pied de réparation mais, dans certaines circonstances, une sanction supplémentaire s’impose, à savoir :
- un avertissement pour comportement antisportif est requis si un joueur tient un adversaire pour l’empêcher de prendre possession du ballon ou de se placer dans une position avantageuse ;
- un joueur doit être expulsé s’il annihile une occasion de but manifeste en tenant un adversaire.

### Coups de pied arrêtés

#### Coups francs directs
Un joueur doit recevoir un avertissement s’il ne respecte pas la distance requise lors de la reprise du jeu.

#### Coup de pied de réparation
Se tenir à moins de 5 m du point de réparation avant que le coup de pied de réparation ne soit joué constitue une faute. Le gardien enfreint aussi les lois s’il bouge de sa ligne de but avant que le ballon ne soit botté. Les arbitres doivent prendre les mesures appropriées lorsque les joueurs enfreignent cette loi.

### Infractions avec persistance
Les arbitres doivent toujours veiller aux joueurs qui enfreignent avec persistance les Lois du beach soccer. En particulier, ils doivent avoir conscience du fait que même si un joueur commet un certain nombre d’infractions de natures différentes, il doit tout de même être averti pour infraction persistante aux Lois du jeu.

### Relation à l'arbitre

#### Attitude envers le corps arbitral
Le capitaine de l’équipe n’a pas de statut spécial ou de privilèges aux termes des Lois du beach soccer, mais il est dans une certaine mesure responsable du comportement de son équipe.
Un joueur manifestant sa désapprobation des décisions d’un membre du corps arbitral doit recevoir un avertissement. Un joueur agressant un membre du corps arbitral ou tenant des propos ou des gestes blessants, injurieux ou grossiers doit être expulsé du terrain de jeu.

#### Simulation
Un joueur essayant de tromper les arbitres en feignant d’être blessé ou en faisant semblant d’être victime d’une faute est coupable de simulation et doit recevoir un avertissement pour comportement antisportif. Si le jeu a été arrêté pour cette infraction, il reprendra au moyen d’un coup franc direct exécuté depuis le point central imaginaire.

### Blessures

#### Traitement des joueurs blessés
Les arbitres doivent laisser le jeu se poursuivre jusqu’à ce que le ballon soit hors du jeu si, à leur avis, un joueur n’est que légèrement blessé ou arrêter le match si, à leur avis toujours, un joueur est sérieusement blessé.
Le corps arbitral se doit aussi d'avertir un joueur qui à leur avis, fait mine d’avoir été victime d’une faute ou bien simule une blessure afin de ne pas exécuter le coup franc direct ou le coup de pied de réparation. Si le jeu n’a pas repris, ils l’obligeront à effectuer le tir et, si le jeu a repris, ils le mentionneront dans leur rapport.
Après avoir interrogé le joueur blessé, l’arbitre autorise un voire deux médecins à pénétrer sur le terrain de jeu pour diagnostiquer le type de blessure et faire en sorte que le joueur quitte le terrain rapidement et en toute sécurité, les brancardiers pénètrent le cas échéant sur le terrain de jeu en même temps que les médecins pour permettre une évacuation du joueur la plus rapide possible.
Les arbitres font en sorte qu’un joueur blessé soit transporté en dehors du terrain en toute sécurité, un joueur n’est pas autorisé à être soigné sur le terrain de jeu s’il n’a pas été victime d’une faute.
Tout joueur présentant un saignement doit quitter le terrain et ne peut revenir que lorsque les arbitres auront constaté que le saignement s’est arrêté (le troisième arbitre pourra s’en assurer mais seul l’arbitre principal autorise le retour du joueur sur le terrain, pour peu qu’il n’ait pas été remplacé). Un joueur ne peut porter de vêtements tachés de sang.
Dès que les soigneurs entrent sur le terrain de jeu, le joueur doit quitter le terrain en marchant ou sur une civière, à moins qu’il ait à exécuter le coup franc. S’il ne respecte pas cette règle, il sera averti pour avoir retardé la reprise du jeu. Un joueur blessé, s’il n’a pas été remplacé, ne pourra retourner sur le terrain de jeu qu’une fois que le jeu aura repris. Il n’est pas tenu de quitter le terrain de jeu par la zone de remplacement, il peut le faire à n’importe quel endroit.
Un joueur blessé ayant abandonné ou ayant dû abandonner le terrain de jeu peut être remplacé mais le remplaçant doit pénétrer sur le terrain par la zone de remplacement.
Un joueur blessé, s’il n’a pas été remplacé, ne pourra regagner le terrain de jeu qu’au niveau de la ligne de touche lorsque le ballon est en jeu. Si le ballon n’est pas en jeu, le joueur blessé pourra regagner le terrain de jeu depuis l’une des lignes de démarcation quelconques du terrain de jeu. Seuls les arbitres peuvent autoriser un joueur blessé qui n’a pas été remplacé à regagner le terrain de jeu, que le ballon soit en jeu ou non.
Si le jeu n’a pas été interrompu pour un autre motif ou si la blessure dont souffre le joueur n’est pas la cause d’une infraction aux Lois du beach soccer, le jeu reprendra par une balle à terre (cf. Loi 8).

#### Exceptions
Cette réglementation admet uniquement des exceptions dans les cas suivants :
- blessure du gardien de but ;
- collision entre un gardien de but et un joueur de champ nécessitant des soins immédiats ;
- blessure sérieuse ;
- nécessité pour un joueur de s’enlever le sable, qu’il sera autorisé à faire avec de l’eau sans devoir quitter le terrain de jeu.

#### Joueur blessé devant exécuter un coup de pied arrêté
Il est permis de soigner un joueur sur le terrain de jeu s’il a été victime d’une faute et demande aux arbitres à être soigné, à moins qu’il présente un saignement. Les arbitres consultent le joueur pour savoir s‘il est en mesure de d‘exécuter le coup franc ou le coup de pied de réparation après avoir été soigné, s‘il se dit incapable d‘exécuter le coup franc ou le coup de pied de réparation, c‘est alors son remplaçant qui s‘en chargera.

### Autres

#### Retarder la reprise du jeu
Les arbitres doivent infliger un avertissement aux joueurs qui retardent la reprise du jeu en recourant à des manœuvres telles qu'exécuter un coup franc depuis une mauvaise position dans le seul but de forcer l’arbitre à ordonner que le coup franc soit recommencé, botter ou envoyer le ballon au loin après que l’arbitre a arrêté le jeu ou provoquer délibérément une altercation en touchant le ballon après que l’arbitre a arrêté le jeu.

#### Célébration d’un but
S’il est autorisé à un joueur d’exprimer sa joie lorsqu’un but est marqué, cette effusion ne doit pas être excessive. Les manifestations de joie doivent être raisonnables. Toutefois, les célébrations « orchestrées » ne doivent pas être encouragées si elles entraînent une perte de temps et les arbitres doivent alors intervenir.
Un joueur doit recevoir un avertissement quand il fait des gestes provocateurs, moqueurs ou outranciers, qu'il quitte le terrain de jeu pour accéder à la zone où se trouve le public pour célébrer un but qui vient d’être marqué, qu'il enlève son maillot par la tête ou recouvre sa tête avec le maillot ou qu'il couvre sa tête ou son visage d’un masque ou d’un article similaire.
Quitter le terrain pour célébrer un but n’est pas une faute passible d’avertissement en soi, mais il est indispensable que les joueurs reviennent sur le terrain de jeu aussi rapidement que possible. On attend des arbitres qu’ils adoptent une attitude préventive et fassent preuve de bon sens dans ce genre de situations.

#### Rafraîchissements
Les joueurs sont autorisés à se rafraîchir en buvant lors d’un arrêt de jeu, mais uniquement sur la ligne de touche. Il est interdit de jeter des bouteilles en plastique ou tout autre récipient sur le terrain de jeu.

#### Équipement de base des joueurs
Chaque gardien doit porter une tenue aux couleurs le distinguant clairement des autres joueurs et des arbitres si la couleur des maillots des gardiens est la même et qu’aucun des deux n’a de maillot de réserve, l’arbitre autorise le début du match.
En plus de l’équipement de base, un joueur peut en utiliser un supplémentaire si toutefois son objectif est de protéger son intégrité physique et si cet équipement ne comporte aucun danger ni pour lui ni pour aucun autre joueur. Les équipements de protection moderne comme des bandeaux rembourrés, des masques faciaux, des genouillères et des protège-coudes en matériau souple, légers et rembourrés ne sont pas considérés comme dangereux et sont donc autorisés ;
Grâce aux nouvelles technologies, les lunettes de sport sont très sûres, tant pour le joueur qui les porte que pour les autres joueurs. Les arbitres sont invités à faire preuve de tolérance pour leur utilisation, particulièrement en ce qui concerne les jeunes.
Si le vêtement ou l’équipement inspecté avant le match et qualifié de non dangereux par l’arbitre devient dangereux en cours de match ou est utilisé de manière dangereuse, son utilisation ne sera plus tolérée.
L’utilisation de systèmes de radiocommunication entre les joueurs et/ou l’encadrement technique est interdite.
Les joueurs ne sont pas autorisés à utiliser tout objet représentant un danger pour eux-mêmes comme pour les autres joueurs. Tous les bijoux (colliers, bagues, bracelets, boucles d’oreille, rubans de cuir ou de caoutchouc, etc.) sont strictement interdits et doivent être ôtés avant la rencontre. Recouvrir les bijoux de sparadrap n’est pas autorisé.
Il est également interdit aux arbitres de porter des bijoux (exception faite des montres ou objets similaires dont ils ont besoin pour le match).